# František Matějka
František Matějka (* 4. listopadu 1970 Slaný) je bývalý český politik a bloger. V minulosti byl od března do června 2010 a opět v letech 2015 až 2017 místopředsedou Strany svobodných občanů, jejímž aktivním členem byl v letech 2009–2012 a 2015–2017. Od dubna 2017 do května 2020 byl předsedou Strany nezávislosti České republiky.

## Život
Narodil se 4. listopadu 1970 ve Slaném. Studoval na Střední průmyslové škole stavební v Kladně, studium nedokončil. Je zakladatelem a ředitelem obecně prospěšné společnosti Hradiště Šárka, zakladatelem a předsedou zapsaného spolku Národní střelecké centrum a iniciátorem petiční akce Hlas pro život. Byl zvolen blogerem roku iDNES.cz v letech 2010, 2011 a 2012, v roce 2013 se umístil na třetím místě, v roce 2014 na místě druhém. Od roku 1998 žije trvale v Mostě.

### Strana svobodných občanů
Od března do června 2010 a opět v letech 2015 až 2017 byl místopředsedou Strany svobodných občanů, jejímž aktivním členem byl v letech 2009–2012 a 2015–2017. Do pozornosti médií se dostal, když se snažil do Poslanecké sněmovny doručit složenky od Miroslava Kalouska.

### Strana nezávislosti České republiky
Dne 21. března 2017 oznámil na svém facebookovém profilu záměr založit politické hnutí Referendum o Evropské unii, pro jehož registraci spustil petiční akci. Na prvním „předvolebním“ plakátu jsou s ním jako další petenti a tváře budoucího politického hnutí Pavel Chleborád a Richard Hartmann. Hnutí Referendum o Evropské unii vzniklo 4. dubna 2017. Začátkem roku 2018 se hnutí změnilo na Stranu nezávislosti České republiky.
Ve volbách do Evropského parlamentu v květnu 2019 kandidoval jako lídr Strany nezávislosti České republiky, ale zvolen nebyl.
22. května 2020 rezignoval na funkci předsedy a členství v předsednictvu Strany nezávislosti České republiky s tím, že se nadále bude věnovat především spolkové činnosti Národního střeleckého centra (dříve Centrum nezávislosti České republiky), které "je koncipováno jako jediné svého druhu na světě, a které má ambici pomáhat lidem a státu v oblasti civilní bezpečnosti".